# Синица Давида
Синица Давида (лат. Poecile davidi) — вид певчих птиц семейства синицевых. Подвидов не выделяют. Эндемик Китая. Видовое название дано в честь французского миссионера и натуралиста Армана Давида (фр. Armand David, 1826—1900).

## Описание
Синица Давида достигает длины 12—13 см и массы 10—12,5 г. Половой диморфизм не выражен. Лоб, макушка (до основания глаз) и затылок чёрного цвета, часто слегка блестящие. Боковые стороны шеи рыжеватые (образуют полукруглый воротник). Верхняя часть тела от коричневого до коричневато-оливкового цвета. Средние и большие верхние кроющие перья крыльев тёмно-коричневые, с широкой бахромой коричневато-оливкового цвета. Крылышко и первостепенные кроющие перья тёмно-коричневые, с тонкой бледно-охристой бахромой. Маховые перья коричневые, с тонкой бахромой бледно-охристо-коричневого цвета (слегка бледнее по краям внешних маховых). Хвост от коричневатого до коричневато-оливкового цвета. Пушистые перья на щеках белого цвета. Подбородок и горло угольно-чёрные, образующие большой тёмный нагрудник, боковые стороны и нижний край которого довольно нечёткие. Нижняя часть тела коричневого цвета, немного светлее в центре брюха. Радужная оболочка тёмно-коричневая или чёрная; клюв чёрный или тёмно-коричневато-чёрный; ноги от свинцово-серого до чёрного цвета. Молодые особи похожи на взрослых, но щёки и кроющие перья ушей окрашены в желтоватый или желтовато-бурый цвет, низ тела более светлый или с желтоватым оттенком, кончики хвостовых перьев заострены.

## Вокализация
Позывки включают в себя «sip» или «tsip», «tis», «psit» и более жёсткие «chit», «sit» или «ssit», а также более протяжные «chi-it-it» и tsip-tzee; также «chic-a-dee». Типичная песня представляет собой «tsip-zee, tsip zee» или «tsip zee zee».

## Распространение и места обитания
Синица Давида является эндемиком центрального Китая, распространена в южной части провинции Ганьсу, западной части провинции Хубэй, на юге провинции Шэньси и в провинции Сычуань. Естественной средой обитания являются зрелые смешанные леса, обычно состоящие из ели (Picea), пихты (Abies), сосны (Pinus), березы (Betula), тополя (Populus), ивы (Salix), ольхи (Alnus) и дуба (Quercus), часто с зарослями бамбука. Встречается на высоте от 2135 до 3400 м над уровнем моря. Вне периода размножения обитает на несколько более низких уровнях, например, в зимний период отмечена между 2200 и 3050 м в провинции Сычуань.

## Биология
Синица Давида охотится обычно парами, а вне сезона размножения небольшими группами до 10 особей. Активно добывает пищу на верхних ярусах и в кронах деревьев, а также на внешних ветках средних ярусов и иногда в кустарниках. Питается в основном мелкими беспозвоночными и личинками, а также семенами.
Биология размножения исследована недостаточно. Гнездо сооружается из лишайников и, возможно, мха, и размещается на высоте 4—10 м от земли в отверстии или углублении в гниющем стволе дерева или пне. Самец кормит самку, насиживающую яйца. Другой информации нет.